# Historische Europese krijgskunsten
Historische Europese krijgskunsten (HEK, HEKK) of ook wel HEMA (Historical European Martial Arts) zijn een verzameling van krijgskunsten,  krijgssporten en  schermtechnieken met historisch karakter en technieken ontwikkeld in Europa door de eeuwen heen. Het is vergelijkbaar met verschillende oosterse krijgskunsten en krijgssporten. Ze omvat verschillende disciplines en wapensystemen waaronder het tweehandig langzwaard, verschillende eenhandige zwaardvarianten zoals het klassiek eenhandig zwaard, de rapier, de dussack, de sabel en het langmes. Verder zijn er nog andere wapens zoals dolk, speer- en andere paalwapens zoals de hellebaard, ravenbek, ea en worstelen.
De gebruikte technieken zijn opgetekend en beschreven in historische manuscripten en codexen. Ze kunnen in de verschillende tijdsperiodes licht van elkaar verschillen door onder andere variaties in tijdgeest en evolutie van wapens en beschermuitrusting zoals harnassen. Het werd toegepast in oorlogssituaties, slagvelden en situatieve zelfverdediging maar ook als sport, tijdverdrijf en animatie.
HEKK kan in moderne setting op verschillende niveaus beoefend worden, variërend van non-contact tot full-contact krijgskunst. 

## Historische context
Krijgskunsten werden in eerste instantie bedreven om zich te kunnen verdedigen tegen mogelijke agressors, in oorlogssituaties en het duel − maar evengoed in recreatieve en sportieve setting.
De manier waarop en het materiaal dat gebruikt werd en nog steeds wordt is in de loop der eeuwen heen sterk geëvolueerd. Zo was er onder meer evolutie van het tweehandig langzwaard, de rapier en het harnas. Verder was ook wetgeving van cruciaal belang.

## Moderne setting
HEKK kan in moderne sportieve of recreatieve setting op verschillende niveaus beoefend worden, variërend van non-contact tot full-contact krijgskunst.
De wapens die gebruikt worden lijken in de zo veel mogelijk op het authentieke. Zo zijn de meest gebruikte zwaarden (zowel eenhandig als twee handig), dolken en sabels vervaardigd uit staal. Ze zijn bot en hebben een ronde, krullende punt. 

### Disciplines
De meest voorkomende discipline is het tweehandig langzwaardvechten. Daarnaast winnen de eenhandige wapens zoals de rapier, sabel en het eenhandig klassiek zwaard aan interesse. Dolkvechten en wapenloos worstelen wordt ook frequent beoefend.
Minder courante wapens zijn het langmes, de dussack en paalwapens zoals de speer en de hellebaard.
Binnen elk van deze disciplines bestaan verschillende tradities en stromingen naargelang de historische periode die gevolgd wordt.
Binnen België en Nederland is de  traditie volgens Johannes Liechtenauer (14e-15e eeuw) de meestvoorkomende. Verder zijn er enkele clubs die zich op de traditie volgens Joachim Meyer (16-17e eeuw) toespitsen.

#### Langzwaard
Het tweehandig langzwaard of slagzwaard is de meest voorkomende discipline. Het wapen wordt veelal met twee handen gehanteerd, hoewel eenhandige technieken voorkomen. Verder zijn halfzwaardtechnieken (waarbij een hand het blad van het zwaard vasthoudt) en worsteltechnieken mogelijk.

#### Zwaard en beukelaar
Een frequente combinatie van wapens zijn het klassiek eenhandig zwaard en de beukelaar, een klein rond schild.
Deze beukelaar kan op verschillende manieren gebruikt worden in combinatie met een klassiek zwaard (12e-15e eeuw), het side sword of de rapier.

#### Rapier
De rapier is een lang smal eenhandig zwaard en kan al dan niet met beukelaar of parreerdolk gebruikt worden.
Dit type wapen maakte vooral een opmars na de middeleeuwen en in de renaissance. Het wordt hoofdzakelijk gebruikt als steekwapen maar slag- en snijtechnieken zijn ook voorkomend hoewel minder frequent.

#### Sabel
De sabel is een eenhandig kromzwaard dat zich vooral leent tot slagtechnieken. Uitzonderlijk kan er ook gestoken worden maar door de kromming van het blad leent dit zich er minder toe.

#### Andere disciplines
Andere vormen zoals schermen met het langmes, de speer, de hellebaard, de dolk, het viking zwaard en de gladius zijn minder tot zelden voorkomend.
Worstelen is dan weer vaker voorkomend. Deze technieken lijken op technieken die terugkomen in het judo en jiu jitsu.

### Beschermuitrusting
Elke sport geeft risico op sportletsels. Om het risico te minimaliseren wordt bij HEKK beschermuitrusting gebruikt die lijkt op die van modern olympisch schermen en kendo.

#### Meest gebruikte minimumbescherming
Een goed passende schermhelm is een minimumvereiste om de sport veilig uit te kunnen voeren. Daarnaast zijn lichte handschoenen en nek/keelbescherming aan te raden.
Deze vorm van schermen wordt vaak gebruikt in techniektraining. Om veiligheidsredenen liggen de schermintensiteit, snelheid en kracht dan ook relatief laag.

#### Volledige uitrusting
Bij wedstrijden, toernooien en vrij vechten of sparren op hoge intensiteit wordt om veiligheidsredenen het volgende beschermmateriaal gebruikt.
- Schermhelm met extra beschermkap
- Keelbescherming
- Dikke gepadde schermvest
- Harde, robuuste handschoenen
- Knie- en scheenbescherming

## Toernooien en wedstrijden
De meeste toernooien en wedstrijden worden in 3 tot 5 minuten kampen bevochten. Regelsettingen kunnen licht variëren tussen verschillende organisatoren. De schermers proberen elkaar te treffen zonder zelf getroffen te worden, gebruikmakende van techniek, snelheid en afstandmanagement.